# Смит, Филис
Филлис Смит (англ. Phylis Smith; род. 29 сентября 1965) — британская легкоатлетка, олимпийская медалистка.

## Биография
Филис Смит родилась в Бирмингеме, Англия. Она заняла третье место на дистанции 100 метров на национальном чемпионате AAAs 1989 года и выиграла национальный титул Великобритании 1990 года на дистанции 200 метров (также 2-е место на дистанции 100 метров). Однако именно на дистанции 400 метров она добьется международного успеха. В 1991 году вместе с Лоррейн Хэнсон, Линдой Киф и Салли Ганнелл она была членом британского эстафетного квартета 4 × 400 м, который занял четвертое место в финале чемпионата мира в Токио, установив национальный рекорд Великобритании, который продержится 16 лет.
Индивидуальный прорыв Смит произошел на Олимпийских играх 1992 года в Барселоне, когда она пробежала в своем полуфинале 50,40 секунды, чтобы занять второе место в британском списке рекордсменов за все время после Кэти Кук и выйти в олимпийский финал. В финале она заняла восьмое место с результатом 50,87. Позже она объединилась с Сандрой Дуглас, Дженнифер Стаут и Ганнелл, чтобы выиграть бронзовую медаль в эстафете 4 × 400 м. Смит провел прекрасный первый матч, чтобы вывести Великобританию вперед.
На чемпионате мира 1993 года в Штутгарте она снялась с индивидуальной дистанции 400 м, но вернулась в эстафету, чтобы выиграть бронзовую медаль вместе с Трейси Годдард, Кеоу и Ганнеллом.
Смит завоевал еще одну бронзовую медаль на чемпионате Европы 1994 года в Хельсинки, на этот раз в индивидуальной гонке на 400 метров, за 51,30 секунды. Гонку выиграла олимпийская чемпионка Мари-Жозе Перес Британская эстафетная команда 4 × 400 м едва не упустила медаль, заняв четвертое место. На Играх Содружества она была четвертой в финале на 400 м в 51.49, прежде чем завоевать золотую медаль в эстафете, после дисквалификации первоначальных победителей, Австралии. Она завершила сезон 1994 года на чемпионате мира в Лондоне, заняв четвертое место на дистанции 400 метров (51,36), а затем объединилась с Линдой Киф, Мелани Ниф и Салли Ганнелл, чтобы выиграть эстафету 4 × 400 метров. Британская команда была далеко впереди при первой смене, после еще одного превосходного первого матча Смита.
Смит вернулась после травмы, чтобы заслужить отбор на свои вторые Олимпийские игры в 1996 году. В Атланте она вышла в четвертьфинал на дистанции 400 метров. Ее последним крупным чемпионатом был чемпионат мира 1997 года в помещении в Париже, где она дошла до полуфинала на 400 м и заняла шестое место в финале 4 × 400 м, установив новый рекорд Великобритании. Ранее в сезоне 1997 года в помещении она побила рекорд Великобритании в помещении на 400 метров с 51,69 балла в Бирмингеме, чтобы улучшить трехлетнюю отметку Салли Ганнелл в 51,72 балла. Рекорд Смита продлится четыре года, пока Кэтрин Мерри не пробежит 50,53 балла в 2001 году.
По состоянию на 2015 год, лучший результат Смита-50,40, она занимает 6-е место в британском списке рекордсменов на дистанции более 400 метров.